# Artegna
Artegna (friuli nyelven: Dartigne, szlovénül: Artenj) település Olaszországban, Friuli-Venezia Giulia régióban, Udine megyében. Lakosainak száma 2887 fő (2023. január 1.). Artegna Buja, Gemona del Friuli, Montenars, Magnano in Riviera és Treppo Grande községekkel határos.

## Népesség
A település népességének változása:
| Lakosok száma | 2869 | 2871 | 2887 |
|               | 2017 | 2018 | 2023 |